# Tijd-ruimtegedrag

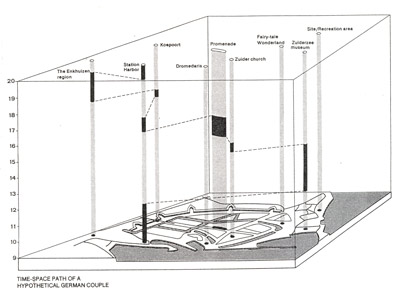
Het tijd-ruimtepad van een echtpaar, dat Enkhuizen verkent. Model van Adri Dietvorst.

Tijd-ruimtegedrag in de sociale geografie is het ruimtelijke en temporele gedrag dat een entiteit kan vertonen.
Het begrip is direct verbonden met het werk van de Zweedse geograaf Torsten Hägerstrand. Hij introduceerde aan het einde van de jaren zestig van de twintigste eeuw de zogenaamde tijdgeografie. De belangrijkste doelstelling was de geograaf te verlossen van een te sterke fixatie op de factor ruimte bij de verklaring van bijvoorbeeld locatiebeslissingen.
Door de verbinding van ruimtelijke met temporele dimensies ontstond een meer dynamische benadering van ruimtelijke processen. Hägerstrands uitgangspunt was dat zijn ideeën praktisch nut moesten hebben en daarom streefde hij naar een zo groot mogelijke eenvoud bij de vastlegging van de grondprincipes.

## Uitgangspunten
Hägerstrand ging ervan uit dat ieder individu altijd ergens is op een bepaald moment. Ieder individu volgt een pad door tijd en ruimte. Elke locatie kan in principe opnieuw worden bezocht, maar een bepaald tijdstip kan niet worden herhaald. Het individuele pad is als het ware een lijn in een vierdimensionale tijd-ruimte. Er kan een onderscheid worden gemaakt tussen een levenspad, een jaarpad en een dagelijks pad. Paden eindigen tijdelijk in zogenaamde ‘stations’, plaatsen waar mensen bij elkaar komen voor werk of ontspanning bijvoorbeeld.
Het afleggen van een tijdpad geschiedt niet zonder dat er rekening gehouden moet worden met beperkingen (constraints). Hägerstrand onderscheidde hierbij drie groepen beperkingen:

### Constraints (beperkingen)
- Fysieke beperkingen (capability constraints). Dat zijn beperkingen die voortvloeien uit de fysieke eigenschappen van de mens. Normaal gesproken kan een mens niet veel harder draven dan 20 km per uur, moet er bovendien van tijd tot worden gegeten en is verder ook regelmatig rust en slaap nodig. Daardoor is met name het dagelijks pad aan beperkingen onderhevig.

- Koppelbeperkingen (coupling constraints). Deze vloeien voort uit het gegeven dat mensen bij elkaar komen in bepaalde ruimtes om te eten, te werken, te wonen, te ontspannen en te slapen. Alleen kluizenaars kunnen zich onttrekken aan de koppelbeperkingen

- Zeggenschapsbeperkingen (authority constraints). Het gedrag in tijd en ruimte is ook niet onbeperkt, omdat voor bepaalde groepen sommige ruimten helemaal niet of voor een bepaalde periode niet toegankelijk zijn. Militaire terreinen zijn voor onbevoegden afgesloten en datzelfde geldt ook voor privé-ruimten. Winkelcentra zijn overdag geopend, maar ‘s avonds gesloten. Natuurgebieden zijn alleen toegankelijk met een speciale pas etc. etc. Gebieden waar specifieke zeggenschapsregels gelden worden domeinen genoemd.

## Visualisering
Voor de visualisering van het gebruik van tijd en ruimte zijn grafische modellen ontworpen. Deze driedimensionale modellen kennen een X, Y en Z-as. X en Y staan voor de ruimte en de verticale Z-as representeert de factor tijd. De eerder genoemde stations worden in het grafisch model verbeeld als kolommen.
De tijd-ruimte benadering is niet zonder kritiek gebleven. Onderzoekers hebben opgemerkt dat de factor tijd erg mechanistisch wordt opgevat. Er wordt geen rekening gehouden met ‘ervaren’ tijd of met ‘sociale’ tijd. Verder is de nadruk op beperkingen te dominant. Mensen hebben ook mogelijkheden te kiezen uit alternatieven bij het volgen van paden in tijd en ruimte.

## Toepassingen
De benadering is in de Nederlandse geografie in een reeks van onderzoeken in de periode 1980-2000 toegepast. Paulus Huigen maakte gebruik van de tijd-ruimtebenadering in de studie naar het bereik van voorzieningen in Zuidwest Friesland. Adri Dietvorst gebruikte de tijd-ruimtebenadering als uitgangspunt voor een analyse van het gedrag van bezoekers van Enkhuizen en het Zuiderzeemuseum. Voor dit onderzoek werd een aantal hypothetische tijd-ruimtemodellen ontwikkeld.
Hierboven is een van deze modellen afgebeeld. Daarin wordt het tijd-ruimtepad beschreven van een echtpaar dat per jacht in de haven van Enkhuizen is gearriveerd en daarna de wal op gaat om de stad en het aangrenzende Zuiderzeemuseum te verkennen. De achterliggende vraag in dit onderzoek was na te gaan in hoeverre de verschillende attractiepunten in Enkhuizen elkaar konden versterken (zie toeristisch-recreatieve complexen). Met tijd-ruimteanalyse kon worden vastgesteld welke hiaten er in het netwerk van relaties aanwezig waren.